# Sulejówek
Sulejówek é um município da Polônia, na voivodia da Mazóvia e no condado de Mińsk. Estende-se por uma área de 19,31 km², com 19 481 habitantes, segundo os censos de 2016, com uma densidade de 1009 hab/km².